# Zinkoxide
Zinkoxide is een anorganische verbinding van zink en zuurstof met de brutoformule ZnO. Zinkoxide is een wit of geel poeder, dat onoplosbaar is in water en ethanol. Als mineraal heet het zinkiet.
Zinkoxide kan ontstaan door verbranden van zink en ook door thermische ontleding van zinkhydroxide, zinkcarbonaat of zinknitraat.

## Toepassingen
Het heeft een geringe zuur- en alkaliebestendigheid. Het pigment beschermt tegen algen en schimmel en het zorgt voor een goed verloop van verf en het beschermt tegen corrosie (in combinatie met lood(II)oxide of loodsulfaat).
Zinkoxide absorbeert alle straling beneden 360 nm en beschermt daarom met zinkoxide bestreken materialen uitstekend tegen veroudering door uv-licht. Zinkoxide reageert met zure componenten in coatings en verf. Daarbij worden zink-zepen gevormd, waarmee de flexibiliteit en de hardheid van de verf kan worden beïnvloed. Het wordt gebruikt in rubber, keramiek en cosmetica. Het wordt ook ingezet als coating op papier. Zinkoxide kan deel uitmaken van een farmaceutische zalf, bijvoorbeeld tegen irritaties.
- Zinkoxide wordt ook ingezet als halfgeleider, bijvoorbeeld voor een blauwe led of een zonnecel of een lcd-scherm. Zinkoxide werkt zo goed voor deze toepassingen, omdat het goede elektrische eigenschappen heeft en transparant is.
- Als pigment in verf is zinkwit enigszins transparant, in tegenstelling tot titaanwit, dat volledig dekkend is.
- De zink-zinkoxidecyclus of Zn/ZnO-cyclus is een twee fasisch thermochemisch proces op basis van zink en zinkoxide[2] voor de productie van waterstofgas[3] met een typische efficiëntie van 40 %.[4]
- Zinkoxide is een bestanddeel van bepaalde soorten koelpasta voor elektronische componenten.
- Zinkoxide zit ook vaak in zinkzalf voor kloven in de handen bijvoorbeeld Senophile.
- De stof wordt wel in plaats van lood(II)oxide gebruikt als toevoeging in kristalglas.